# Jules Mousseron
Jules Mousseron, né le 1er janvier 1868 à Denain (Nord) où il est mort le 24 novembre 1943, est un poète français de langue picarde et mineur de fond à la Compagnie des mines d'Anzin. Il est particulièrement connu pour avoir créé le personnage de Cafougnette.

## Biographie

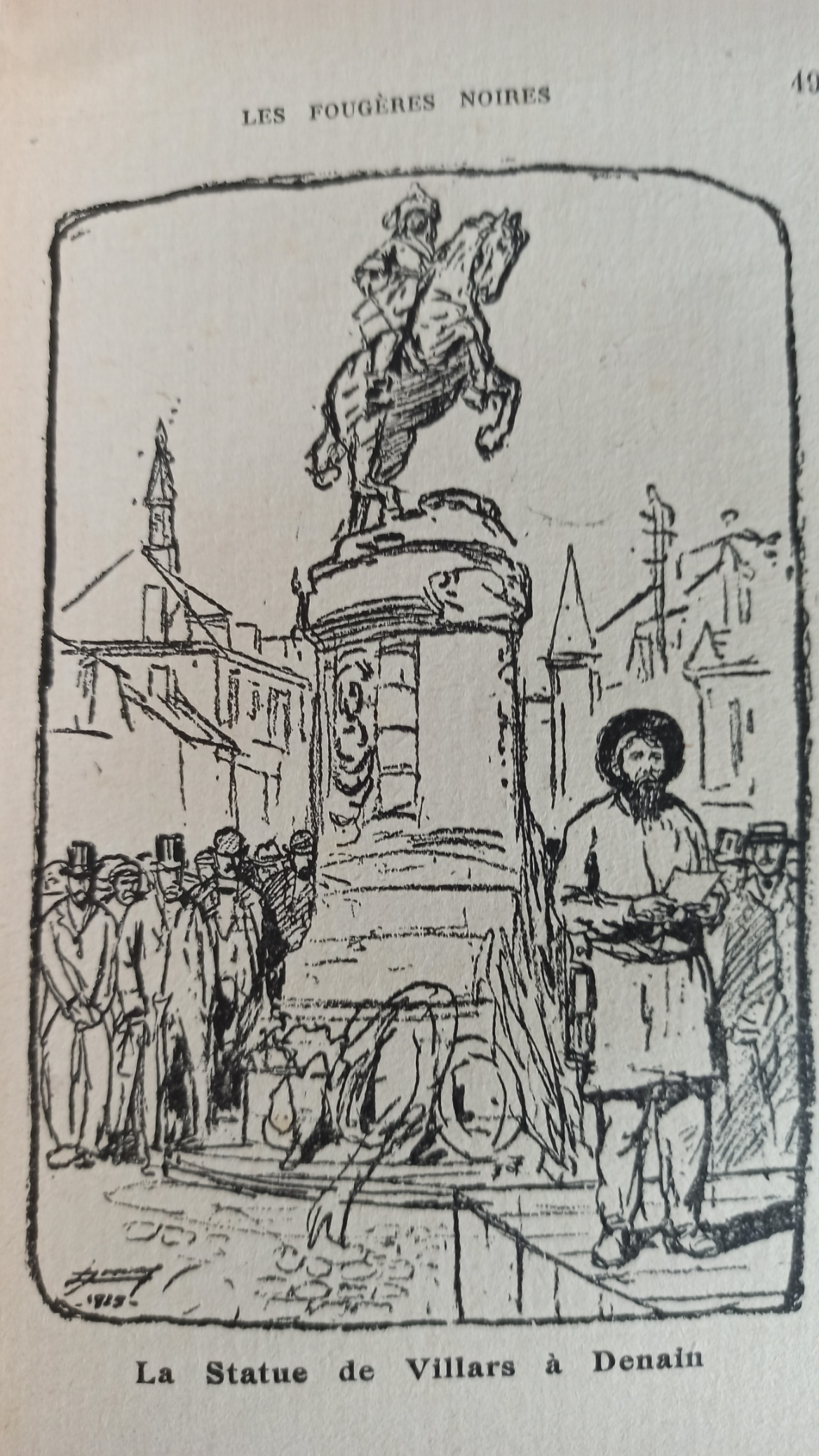
Dessin de Lucien Jonas représentant Jules Mousseron lors de son discours pour l'inauguration le 13 juillet 1918 de la statue du maréchal Villard à Denain

Jules Mousseron est né à Denain, au « coron Plat », dans une famille de mineurs ; il travaille lui-même à la mine dès l'âge de douze ans et un jour (le 1er janvier étant férié) comme galibot. Orphelin de père à 14 ans, il devient en surface marchand de bonbons pour subvenir aux besoins de la famille, tout en suivant des cours du soir pour s'instruire. Lorsqu'il rencontre en 1886 Adélaïde Blottiaux, celle qui deviendra son épouse, il commence à écrire des vers pour elle, d'abord en français. Le couple aura trois filles. Mais c'est en écrivant des textes en rouchi, sur les conseils de Julien Renard, connu en littérature sous le nom d'André Jurénil, qu'il présente dans les spectacles locaux qu'il commence à connaître un certain succès.
Il publie son premier recueil, Fleurs d'en bas, en 1897. Onze suivront, soit plus de 300 poèmes qui luivalent la reconniassance des milieux littéraires.
Il « crée », en 1899 le personnage de Cafougnette, qui prendra progressivement de l'importance dans son œuvre jusqu'à devenir le thème comique central. La notoriété de Jules Mousseron s'étend alors bien au-delà de la région, il va recevoir chez lui Jean Casimir-Perier, (président de la République de 1894 à 1895). Il reçoit les Palmes académiques en 1908, est fait Rosati d'honneur en 1924. Il multiplie les spectacles, mais travaille toujours à la mine en tant que mineur de fond, et y restera jusqu'à sa retraite en 1926. Il met sa notoriété au service des plus déshérités, ses spectacles servant également à recueillir des fonds pour les plus déshérités.
Il cesse pratiquement d'écrire en 1933. Il est fait chevalier de la Légion d'honneur en 1936. Son dernier recueil paraît à titre posthume en 1946.
La ville de Denain, la ville « feumière » (association de feu et de fumée des usines travaillant l'acier) comme l'a surnommée Jules Mousseron, par opposition à Paris la Ville lumière, a matérialisé le personnage de Cafougnette en créant en 1950 un géant à son image.

## Œuvres
- Fleurs d'en bas (1897)
- Croquis au charbon (1899)
- Feuillets noircis (1901)
- Coups de pic et Coups de plume (1904)
- Au pays des corons (1907)
- Les Boches au Pays Noir (1919)
- Éclats de gaillettes (1913)
- Jules Mousseron (ill. Lucien Jonas), La terre des Galibots : Poésies patoises, Lille, Valenciennes et Denain ou chez l'auteur 2 rue de Villars à Denain, 1923, 147 p., Scènes du pays minier. - Les nouvelles prouesses de Cafougnette - Le voyage au long d'eune fosse -Glossaire du patois "rouchi".""
- Les Fougères noires (1926)
- Autour des Terris (1929)
- Mes Dernières Berlines (1933)
- Dans nos mines de charbon (1946)

Monologues
- Cafougnette à Paris (1899)
- Souvenirs d'une excursion en Suisse (1907)
- Cafougnette à Ostende (1927)
- Cafougnette à Bonsecours (1930)
- Cafougnette garde-champêtre (1930)
- Cafougnette in aéroplane (1943)

Pièces
- Brodequin sans talon
- Vieux mineur

Les filles de Jules Mousseron ont donné ses manuscrits, sa correspondance ainsi que des imprimés et coupures de presse le concernant à l'université de Valenciennes. Conservé entre 1984 et 2005 à la bibliothèque universitaire de Valenciennes, le fonds a depuis été confié à la bibliothèque municipale où il est en cours de numérisation. Il reste la propriété de l'université de Valenciennes.

## Hommages
- Jules Mousseron - Ma vie à l'fosse, bande dessinée d'Olivier Gilleron et Jerry Hulard, Le Téméraire, 1994  (ISBN 2-908703-27-0)

## Décorations
- Légion d'honneur: Chevalier (1936)
- Ordre des Palmes Académiques: Chevalier (1908)